# Rumst
Rumst (các viết cũ: Rumpst) (Google Satellite Image) là một đô thị ở tỉnh Antwerp. Kể từ năm 1976 Đô thị này không những bao gồm Rumst mà còn cả các thị trấn Reet (các viết cũ: Reeth) và Terhagen, trước đây là các đô thị độc lập.
Tại thời điểm ngày 1 tháng 1 năm 2006, Rumst có dân số 14.628 người. Tổng diện tích là 19,90 km² với mật độ dân số là 735 người trên mỗi km².